# Ailejävri
Ailejävri är en sjö i Finland. Den ligger i kommunen Enare i landskapet Lappland, i den norra delen av landet, 1 100 km norr om huvudstaden Helsingfors. Ailejävri ligger 113,7 meter över havet. Arean är 1,14 kvadratkilometer och strandlinjen är 9,86 kilometer lång. Sjön  ingår i Neidenälvens huvudavrinningsområde.   
I övrigt finns följande vid Ailejävri:
- Näätämö (en ås)